# Bindals kommun
Bindals kommun (norska: Bindal kommune) är en kommun i landskapet Helgeland i Nordland fylke i norra Norge. Kommunens centralort och enda tätort är Terråk. Några andra orter i kommunen är Bindalseidet, Holm, Kveinå, Lysfjord, Nordhorsfjord, Skjelsviksjøen, Sørhorsfjord och Åbygda.
Kommunen är den sydligaste i fylket och gränsar till Sømna och Brønnøy kommuner i norr, Grane kommun i öster samt, i Trøndelag fylke, Namsskogans kommun i sydöst, Høylandets kommun i söder, Nærøysunds kommun i sydväst och Leka kommun i väster.

## Administrativ historik
Bindals kommun grundades på 1830-talet, samtidigt med flertalet andra norska kommuner.
1964 överfördes ett område med 296 invånare till Brønnøy kommun.

## Tätorter
I Bindals kommun finns en tätort:
- Terråk (centralort)

## Socknar
Inom Norska kyrkan motsvaras Bindals kommun av Bindals socken i Sør-Helgelands prosteri i Sør-Hålogalands stift.

## Kända personer
- Otto Sverdrup, polarforskare
- Lisbeth Berg-Hansen, politiker

## Bilder

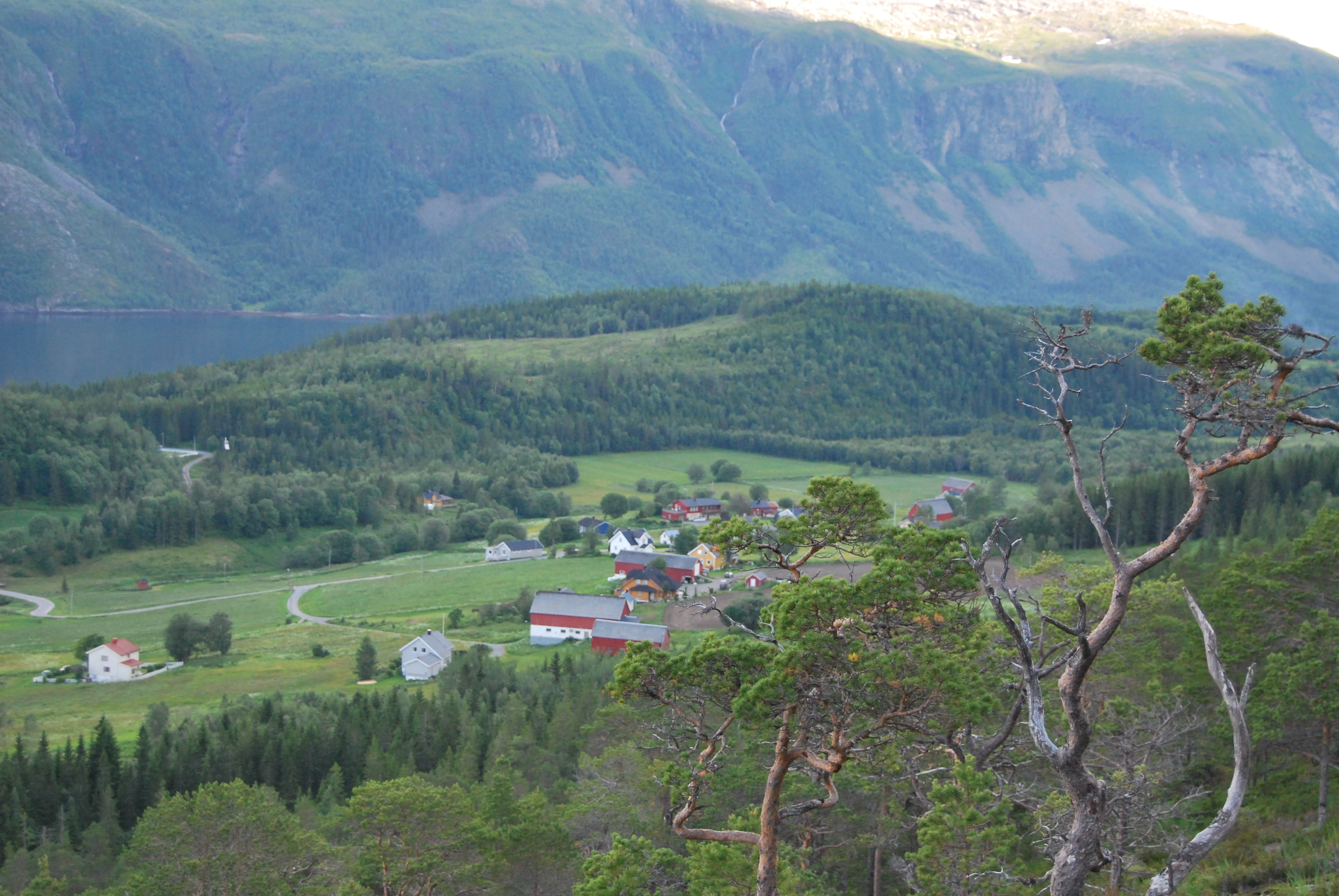
Bindalseidet.
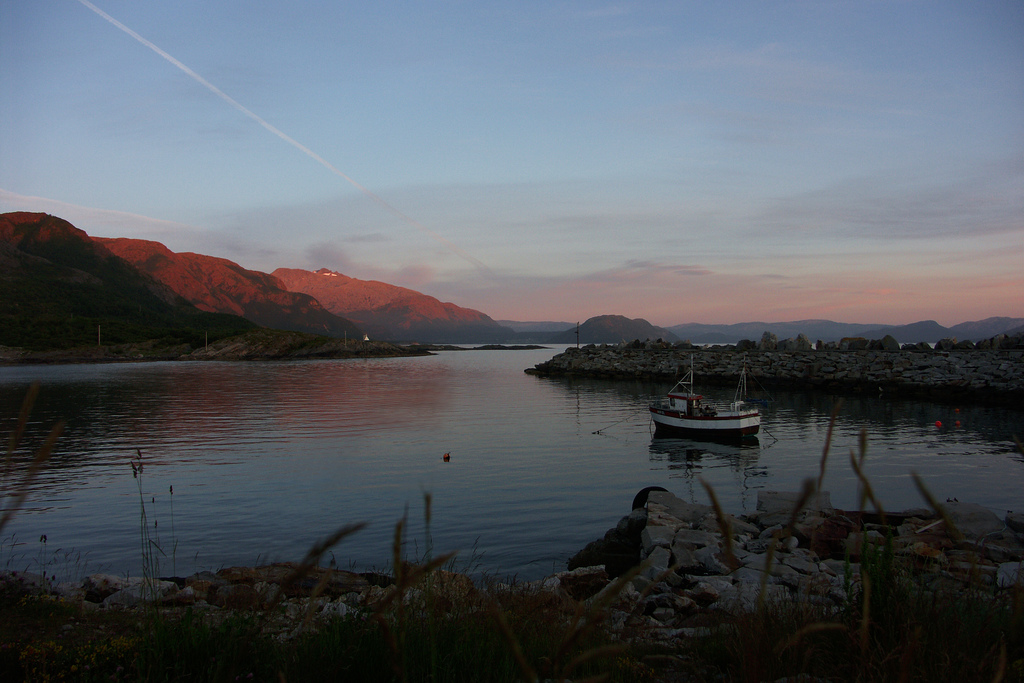
Holm.
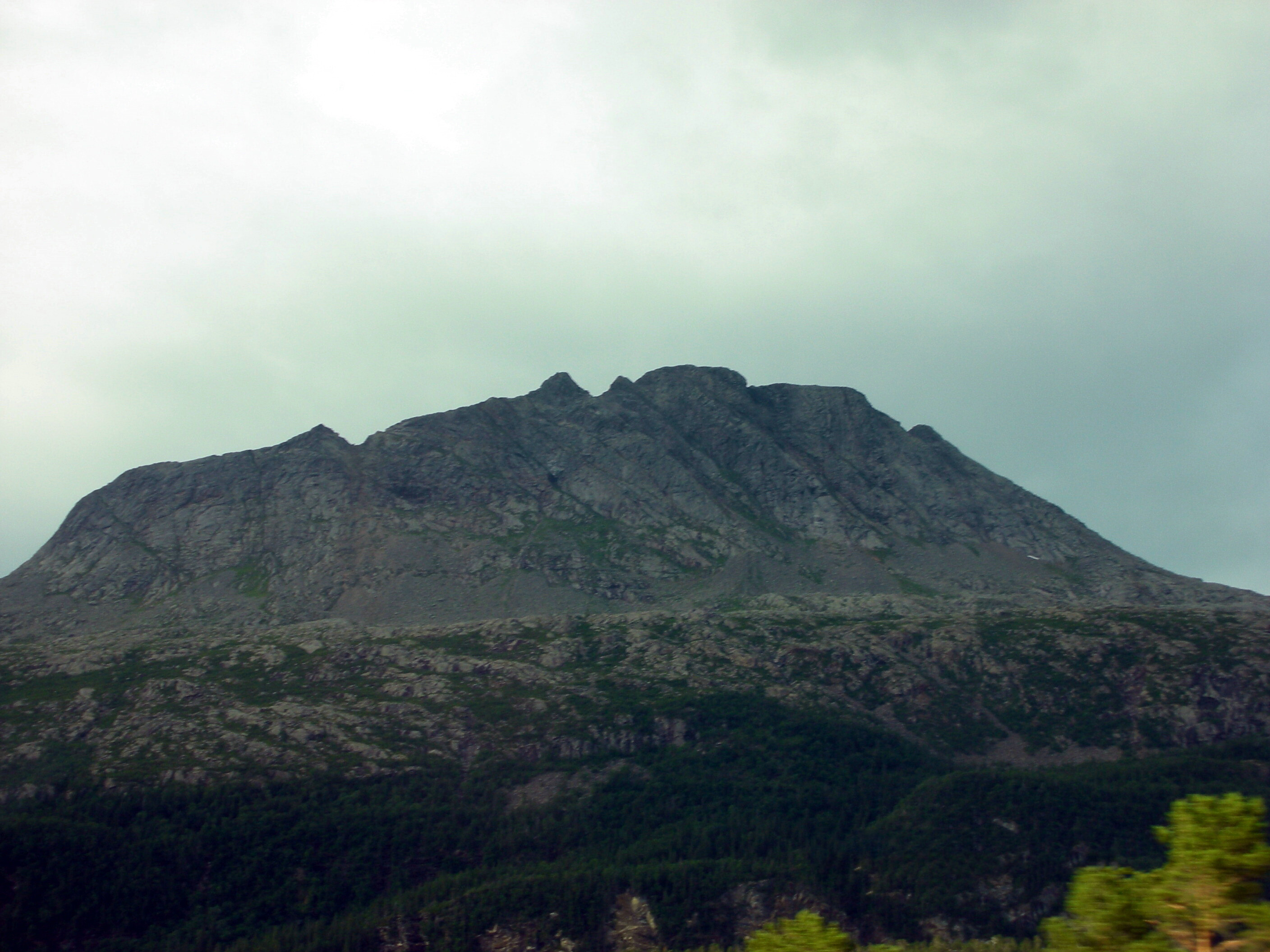
Heilhornet (1058 m ö.h.).